# Onsen UI
Onsen UI е софтуерна рамка с отворен код за разработка на хибридни мобилни приложения.

## Описание
Onsen UI позволява на разработчиците да създават приложения, използвайки HTML5, CSS и JavaScript вместо специфичните за платформата технологии (например Java за Android, SWIFT за iOS и други).
Поддържа библиотеките AngularJS, React, Vue, които, ако желае, разработчикът може да използва.
В зависимост от операционната система, на която работи готовото приложение, компонентите на графичния интерфейс се променят така, че да наподобяват стила на съответната операционна система.